# 어린이 신부
어린이 신부(Child Bride 또는 Child Brides)는 오자크의 아동 신부(Child Bride of the Ozarks) 또는 먼지에서 먼지로(Dust to Dust, 미국 재발행 타이틀)로도 알려진 1938년[1] 미국의 드라마 영화로, 해리 레비어가 각본을 쓰고 감독을 맡았으며, 레이먼드 L. 프리드겐이 제작했다. 많은 주에서 아동 결혼을 금지하는 법률이 부족하다는 점에 주목하기 위해 교육적인 것으로 홍보되었다.
오자크의 외딴 마을을 배경으로 한 이 영화는 당시 주제와 당시 12세였던 셜리 밀스가 상반신을 벗은 채 알몸 수영하는 장면 때문에 매우 논란이 많았다.

## 같이 보기
- 아이샤
- 리나 메디나
- 혼인적령
- 아동 결혼
- 착취 영화
- 어린 신부